# Mary Youngblood

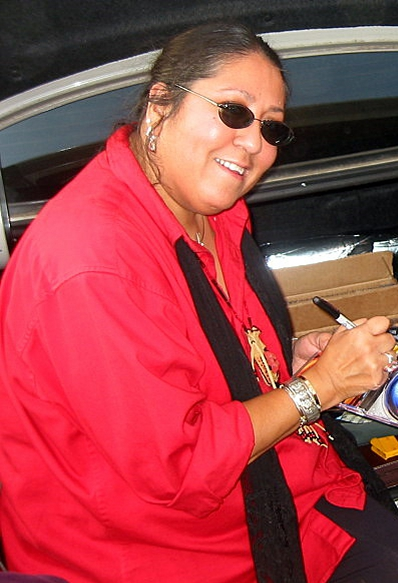
Mary Youngblood

Mary Youngblood (* in Sacramento, Kalifornien ist eine US-amerikanische Flötistin indianischer Abstammung (Aleut/Seminole)).
Mit ihrem fünften Album Dance with the Wind gewann sie 2007 den Grammy Award für das Best Native American Music Album. Sie produzierte Dance With the Wind während der Winterstürme 2006 in Nord-Kalifornien. Ihr viertes Album Feed the Fire wurde 2005 für den Grammy Award nominiert. Auch Ian Anderson von Jethro Tull, Bill Miller und Joanne Shenandoah waren an dem Album beteiligt. Den Song Feed the Fire widmete sie ihren Eltern. Ihr drittes Album Beneath the Raven Moon gewann 2003 den Grammy Award als das Best Native American Music Album und wurde von Tom Wasinger produziert. Sie verbindet auf ihrem Album Native American Music mit Klassischer Musik und Blues. Ihr zweites Album Heart of the World produzierte sie zusammen mit Joanne Shenandoah. Heart of the World gewann den INDIE Award für Best Native American Recording und 2000 den Native American Music Award (NAMMY) für Best New Age Recording. Ihr Debütalbum The Offering wurde in einer unterirdischen Kammer der Moaning Cavern in Kalifornien aufgenommen, mit einer natürlichen Akustik und erstaunlichem Echo. Einige ihrer Lieder sind auch Teil des Films Naturally Native (1998), produziert, geschrieben und directed ausschließlich von Native Americans. Außerdem komponierte sie die Musik zu dem Dokumentarfilm The Spirit of Sacajawea (2007).
Mary Youngblood spielt Klavier, Violine, Flöte, Gitarre und Native Flute, die traditionell nur von Männern gespielt wird. Sie besitzt über 250 handgeschnitzte Native American Style Flutes und verwendet eine Vielzahl von ihnen in jedem ihrer Alben. Mary Youngblood lebt in Nordkalifornien.

## Alben
- Sacred Place - A Mary Youngblood Collection (2008)
- Dance with the Wind (2006)
- Feed the Fire (2004)
- Beneath the Raven Moon (2002)
- Heart of the World (1999)
- The Offering (1998)

## Auszeichnungen
Mary Youngblood gewann zwei Grammy Awards für das Best Native American Music Album und den INDIE Award für Best Native American Recording. Sie gewann sechsmal den Native American Music Award (NAMMY) u. a. für Best New Age Recording, als Best Female Artist, Flutist of the Year und Best Producer.